# سرزمین‌های چک

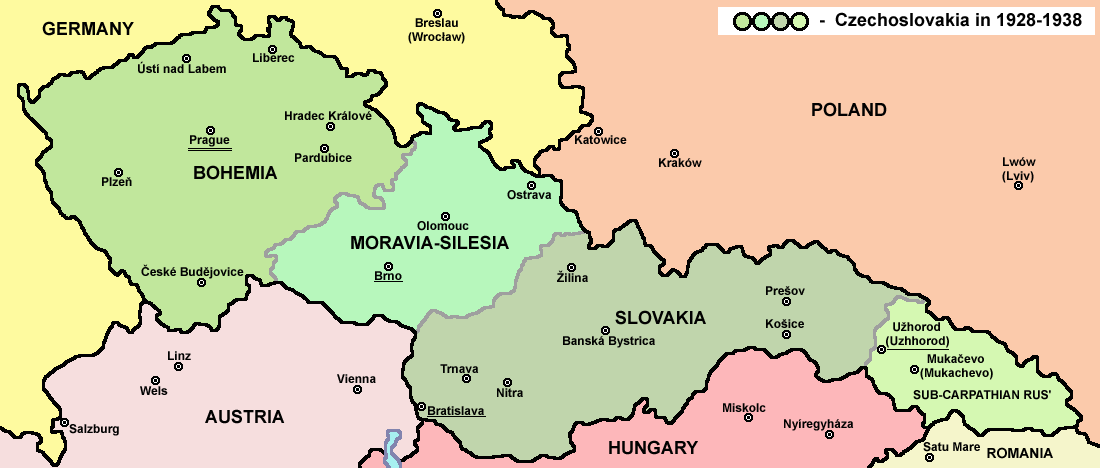
بوهم، موراوی-سیلزی در چکسلواکی در سال ۱۹۲۸

سرزمین‌های چک (به چکی: České země) اصطلاحی است که عمدتاً برای توصیف ترکیب منطقه‌های سه‌گانه تاریخی جمهوری چک یعنی بوهم، موراوی و سیلزی چک به‌کار می‌رود. امروزه این سه منطقه تاریخی در کنار هم، جمهوری چک را شکل داده‌اند.